# Особняк живых мертвецов
«Особняк живых мертвецов» (исп. La Mansión de los muertos vivientes) — испанский эротический фильм ужасов режиссёра Хесуса Франко.

## Сюжет
Четыре женщины-подруги решают отдохнуть и приезжают в один из курортных отелей в Гран-Канария. Здесь они отдыхают под солнцем на пляже, а в отеле занимаются лесбийским сексом. Вскоре выясняются некие странности, дающие основания полагать, что в отеле не всё так просто, как кажется на первый взгляд. А именно: один из служащих отеля держит в своей комнате прикованную к постели голую женщину, а в подвальных помещениях орудуют живые мертвецы, которые совершают некие ритуалы, насилуя женщин. Вскоре главные героини сталкиваются с ними лицом к лицу и подвергаются изнасилованиям.

## В ролях
- Лина Ромай — Кэнди
- Антонио Маянс — Карлос Савонарола
- Мабель Эсканьо — Мабель
- Мари Кармен Ниэто — Леа
- Альбино Грациани — Марлено
- Элиза Вела — Кэти
- Ева Леон — Оливия